# Cryptoforis absona
Espèce
Cryptoforis absona est une espèce d'araignées mygalomorphes de la famille des Idiopidae.

## Distribution
Cette espèce est endémique de Nouvelle-Galles du Sud en Australie. Elle se rencontre dans le comté de Tenterfield dans la forêt d'État de Spirabo.

## Description
Le mâle holotype mesure 17,92 mm.

## Publication originale
- Wilson, Rix, Schmidt, Hughes & Raven, 2021 : « Systematics of the spiny trapdoor spider genus Cryptoforis (Mygalomorphae: Idiopidae: Euoplini): documenting an enigmatic lineage from the eastern Australian mesic zone. » The Journal of Arachnology, vol. 49, no 1, p. 28-90.